# 大田区立東調布第一小学校
大田区立東調布第一小学校（おおたくりつひがしちょうふだいいちしょうがっこう）は、東京都大田区田園調布南にある公立小学校。

## 沿革
1878年9月4日 - 東京府第二中学区第三十四番地公立嶺鵜尋常小学校として創立。
1878年10月1日 - 東京府荏原郡下沼部村公立小学校として開校。この日を開校記念日とする。
1908年4月1日 - 沼部尋常小学校、嶺鵜尋常小学校、調布高等小学校の三校を合併して、東京荏原郡調布村立調布小学校と改称する。
1908年8月31日 - 現在地に新築校舎落成移転する。
1910年4月1日 - 高等科が設置され、東京府荏原郡調布尋常高等小学校と改称する。
1932年10月1日 - 大森区ができ、東京市東調布第一尋常小学校と改称する。
1941年 - 東京市東調布第一国民学校と改称する。
1943年7月 - 東京都東調布第一国民学校と改称する。
1947年4月1日 - 現在の東京都大田区立東調布第一小学校と校名を変更する。
2018年11月10日 - 創立140周年のお祝いをする。

## 教育目標
○よく考え、工夫する子
○いつも元気で丈夫な子 
○こころ豊かに助け合う子 
○ねばり強くがんばる子

## 著名な出身者
- 国山ハセン - PIVOT社員。元TBSテレビアナウンサー[2]
- 嶌信彦 - ジャーナリスト[3]

## 交通アクセス
- 東急多摩川線 沼部駅下車　徒歩5分
- 東急池上線 御嶽山駅下車　徒歩8分